# Gioco dell'Elmora
Il Gioco dell'Elmora (Elmora in italiano medioevale era il plurale di elmo, quindi 'Gioco degli Elmi') detto anche Gioco dei cestarelli, era un intrattenimento in uso nel XIII secolo nella città di Siena. 
In origine il popolo senese era escluso da corse e tornei, ma poteva partecipare a particolari giochi, chiamati "battaglie per finta". Tra esse il più famoso era il gioco dell'Elmora, che si svolgeva in piazza del Campo ma a cui partecipavano non le contrade, bensì le compagnie militari di esse inquadrate nei rispettivi Terzi di Siena. 
Il gioco consisteva in una battaglia, più o meno simulata, in cui gli uomini del Terzo di Città affrontavano quelli del Terzo di San Martino e di Camollia uniti. La battaglia veniva combattuta con spade e lance di legno, da giocatori che indossavano elmi e scudi di vimini intrecciati (da qui il nome "cestarelli").
I giochi dell'Elmora si disputarono per tutto il XIII secolo ma di frequente sfociavano in manifestazioni esageratamente violente, che spesso provocavano feriti gravi e perfino morti. Infatti nel 1291, dopo un'Elmora più violenta del solito, furono definitivamente abolite dal Governo della Repubblica.